# Leon Rains
Eleazer Leon Rains, auch Léon Rains, (* 1. Oktober 1870 in New York; † 11. Juni 1954 in Los Angeles) war ein US-amerikanischer Opernsänger (Bass), Schauspieler und Gesangspädagoge.

## Leben
Bereits als Kind sang er als Chorknabe in den Chören der Calvary Church und der Church of the Incarnation in New York. Mit zwölf betrat er zum ersten Mal die Bühne, die des New Yorker Star Theaters.
Rains studierte am National Conservatory in New York 1890, welches er als Preisschüler verließ und war Schüler von Oscar Saenger. Danach ging er zur weiteren Ausbildung nach Paris zu Jacques Bouhy. Zuerst wirkte er als Konzert- und Oratoriensänger in Amerika und war dann zwei Jahre bei der Truppe von Frank Damrosch. Dort wirkte er als seriöser Bassist, der seine Partien italienisch, deutsch, französisch und englisch sang, immer im Originaltext der betreffenden Oper. Die US-Kritik bezeichnete ihn damals als vielversprechendsten Basssänger seit Karl Formes.
Am 4. Juni 1899 debütierte er als „Tannhäuser“ in Dresden und blieb dort bis 1917. Mit dem Kriegseintritt der USA in den Ersten Weltkrieg war er gezwungen Deutschland in Richtung USA zu verlassen. 
In Dresden wirkte er an mehreren Uraufführungen mit und gastierte in Berlin, Wien, Prag, Frankfurt am Main etc. 1904 war er bei den Bayreuther Festspielen der „Hagen“ in der Götterdämmerung.
1909 war er zu Gast an der Metropolitan Opera in New York, wo er u. a. den „Méphistophélès“ in Gounods Faust spielte. sang. 
Seine Stimme war ein besonders schöner Bass, namentlich in höheren Lagen: „Auch die Phrasierung und Nuancierung des Vortrags finden zumeist Anerkennung. Nicht minder gelobt wird sein Timbre, sowie der metallische Klang und die Ausgeglichenheit seiner Stimme in den einzelnen Registern.“
Von 1916 bis 1918 wirkte er in mehreren Stummfilmen als Schauspieler, u. a. in fünf Filmen als Detektiv Joe Jenkins mit, die von der Berliner Firma Atlantic-Film Aarhus GmbH produziert wurden. 
Zurück in seiner Heimat arbeitete er nur noch als Konzertsänger. Ab 1924 wirkte er in Los Angeles als Gesangspädagoge. Er arbeitete auch als Kunst- und Möbelschreiner.
Aufnahmen auf G&T (Bayreuth 1904 und Berlin 1905–06), Gramophone (Dresden 1908) und Odeon (Berlin 1909–10, hier u. a. Landgraf im vollständigen 2. Akt "Tannhäuser").

## Filmografie
- 1916:	Kismet
- 1916: Die Gräfin Heyers
- 1917: Unheilbar
- 1917:	Die Botschaft des Jean Battista (Joe Jenkins-Film)
- 1917:	Die Harvard-Prämie (Joe Jenkins-Film)
- 1917:	Der Mann mit den vier Füssen (Joe Jenkins-Film)
- 1918:	Die schwarze Kugel (Joe Jenkins-Film)
- 1918:	Der Star der großen Oper (Joe Jenkins-Film)